# 阿马拉里克
阿马拉里克（约502年—531年）是522年至531年期間西哥特王國的一位国王，他是前国王亚拉里克二世和他的第一任妻子、狄奧多里克大帝的女儿狄奥德哥达的儿子。531年，希尔德贝特一世击败了西哥特军队并占领了纳博讷。阿马拉里克向南逃到巴塞罗那，根據圣依西多禄的說法，阿马拉里克在巴塞罗那被自己的手下暗杀。 